# Anne Brochard
Pour les articles homonymes, voir Brochard, Molina et Gigault.
Anne Brochard, née à Périgueux le 30 décembre 1844 et morte à Neuilly-sur-Seine le 1er octobre 1928, est une photographe française, brièvement active dans les années 1860 à Paris sous le nom de Mme Molina.
Devenue couturière sous le nom d'Anna Brochard, elle est également connue pour diverses frasques sous celui de Mme Gigault dans le dernier quart du XIXe siècle. Elle est la mère de l'actrice Anne Marie Louise Joséphine Mars Brochard, dite Mademoiselle Marsy.

## Biographie

### Jeunesse
Anne Brochard naît à Périgueux en 1844, fille d'Henri Brochard, menuisier, et Marguerite Laborde, son épouse. À l'âge de dix-sept ans, dans la même ville, elle épouse Eugène Gigault, employé à l'inspection du matériel de la voie, et donne naissance deux ans plus tard à une fille, Anne Marie Eugénie Gigault. Mais le ménage bat rapidement de l'aile et Anne Brochard se débarrasse de son mari en l’envoyant à New York pour s'occuper d'une prétendue affaire de pierres lithographiques,. Après avoir séjourné en Espagne, Anne Brochard s'établit à Paris avec son père.
En 1866 et 1867 naissent, chez une sage-femme de la rue de l'Arbre-Sec, deux enfants de parents inconnus, sous les noms d'Anne Marie Louise Joséphine Mars, et Charles Marie Mars. Peu après qu'Eugène Gigault a réussi à rentrer en France, la séparation de corps et de biens est prononcée contre lui : il est accusé de vivre aux crochets de sa femme, qui conserve la garde de leur fille,. En 1880, les enfants Mars seront reconnus par Anne Brochard comme ses enfants naturels. Elle leur donnera son patronyme, Mars devenant leur dernier prénom. À partir de 1883, sa fille deviendra actrice de théâtre sous le pseudonyme de Mademoiselle Marsy.

### MmeMolina, photographe
En 1867, Anne Brochard — qui apparaît désormais sous l'identité de « Mme Gigault (Anne Mélina  Brochard) » — reprend, sous l'enseigne « Mme Molina », les rênes d'un atelier de photographie situé 2, rue de la Bourse,. Cet établissement, créé par Susse frères, Estienne et Cie en 1861, a périclité et été mis en vente en mars 1864 pour la somme de 5 000 francs,,. Finalement relancé sous la dénomination « Maison Susse frères », il a un temps été tenu par un photographe du nom de H. Pallu, avant une nouvelle faillite en septembre 1865,. Anne Brochard le loue pour un montant annuel de 6 000 francs. 
Sans expérience dans le commerce, Anne Brochard devient une des rares femmes de l'époque à diriger un atelier en son nom. Comme ses nombreux homologues masculins, elle y propose des portraits, en particulier les portraits-cartes de visite popularisés par le procédé d'Eugène Disdéri depuis 1854. Dans un article exagérément flatteur paru en juin 1867, elle est décrite comme « une de ces femmes exceptionnelles, qui par une prodigalité extrême de la nature, se trouvent être propres tout aussi bien aux œuvres les plus élevées de l'homme qu'au rôle charmant et doux de leur sexe ». Elle est présentée comme une des rares femmes photographes de l'époque, inventrice d'un « appareil très ingénieux qui rend la netteté du portrait infaillible et l'opération d'un rapidité fabuleuse », mais aussi d'un procédé permettant de réaliser rapidement des portraits sculptés. 
Mais Anne Brochard s'endette rapidement en achetant des meubles en chêne et en acajou, et après quelques mois d'activité seulement, en juillet 1868, elle fait à son tour faillite,. Un certain Monsieur Sibut, qui lui louait un appartement, la jette à la rue, tout en conservant ses affaires personnelles. Après plusieurs procédures juridiques, le remboursement partiel des créances de l'atelier est acté en mars 1870.

### Anna Brochard, couturière
Vers 1872, sous le nom d'Anna Brochard, elle monte une maison de couture au 16, rue du Quatre-Septembre. Elle fait à nouveau faillite en 1874, mais, peut-être après l'homologation d'un concordat, elle peut continuer son activité jusqu'en 1877 environ,,. Bien que la maison Brochard n'ait été en activité que quelques années, Anna Brochard sera présentée dans la presse comme « une grande couturière de la rue du Quatre-Septembre » au moment de la publication des bans du mariage de sa fille cadette, en 1886, avec le marquis Jules-Albert de Dion,.

### Affaires de mœurs et escroqueries
À partir de 1873, Anne Brochard (dite Mme Gigault) est impliquée dans diverses affaires judiciaires. Cette année-là, elle est condamnée à 100 francs d'amende pour coups et blessures. En 1876, à la suite de la plainte de son mari, elle comparaît pour adultère. Même si le flagrant délit n'a pas été établi, le commissaire chargé de l'enquête est convaincu qu'elle est la maîtresse de Laurent Tristan de Bruëys de Saint-André — présenté comme « un jeune homme appartenant à une excellente famille périgourdine » — et « qu'elle reçoit beaucoup d'hommes appartenant à la haute société », dans l'appartement du 19, rue de Berri où elle vit avec sa fille aînée,. Comme d'autres journaux, Le Figaro raconte ainsi son passé de demi-mondaine : « La rue de Berry se souvient peut-être encore des toilettes tapageuses et des cascades d'une jolie femme maintenant un peu fanée, parce que les années de jeunesse ont compté double pour elle, comme des années de campagne. Elle s'appelait Madame Gigault. Elle habitait le numéro 19 de la rue de Berry, et la chronique scandaleuse du quartier avait compté les profils divers, profils d'hommes politiques, profils de financiers, profils de journalistes peut-être, qui se seraient montrés tour à tour à la fenêtre de son boudoir. » À l'issue de son procès, elle est condamnée à 100 francs d'amende, mais la presse, qui a fait ses choux gras de l'affaire, tourne Eugène Gigault en ridicule,.    
En 1881, Mme Gigault est condamnée à six mois de prison, puis acquittée en appel, pour abus de confiance et escroquerie dans une affaire de faux tableaux d'Antoine Watteau, impliquant le marquis René de la Tour du Pin, ancien écuyer de Napoléon III,. En 1883, elle commence à s'occuper de la carrière de sa fille, premier prix du Conservatoire de Paris et qui débute à la Comédie-Française dans le rôle de Célimène du Misanthrope. En 1884, l'écrivain Paul Mahalin la décrit ainsi : « Elle a tenu — je parle de la maman — l'emploi des grandes coquettes et des femmes d'esprit dans cette zone étroite et assez difficile à définir de la société parisienne qui n'est déjà plus le vrai monde et qui n'est pas encore le demi. »,. Mère et fille vivent alors dans un petit hôtel particulier de l'avenue Bugeaud, où elles mènent grand train,.    
En 1894, Mme Gigault est impliquée dans une affaire d'abus de faiblesse sur fond de spiritisme, concernant cette fois la marquise de la Tour du Pin, affaire durant laquelle le propre gendre de Mme Gigault témoigne à charge contre elle, qu'il appelle « la Gigault ».    

### Dernières années
En 1896, Anne Brochard, veuve depuis 1885 et désormais âgée de 52 ans, épouse à Paris Tristan de Bruëys de Saint-André. Le couple s'établit au château de la Crête à Granville,, puis à Boulogne-sur-Mer après que Bruëys de Saint-André est devenu administrateur du casino.
En octobre 1928, toujours domiciliée à Boulogne, Anne Brochard meurt à Neuilly-sur-Seine, treize ans après son mari. En 1937, par un jugement paru au Journal officiel, la succession d'« Anne Mélaine [sic] Brochard, veuve Laurent Tristan Brueys, de Saint-André » est déclarée en déshérence.